# Gustav Mahler
Gustav Mahler (7. července 1860 Kaliště u Humpolce – 18. května 1911 Vídeň) byl česko-rakouský hudební skladatel a dirigent židovského původu. Je pokládán za jednoho z největších skladatelů symfonické hudby vůbec: složil devět symfonií (desátou nedokončil), v některých uplatnil i vokální složky. Písně a písňové cykly zaujímají v jeho tvorbě mimořádné postavení.
Mahler patří společně s Antonem Brucknerem mezi nejvýznamnější rakouské skladatele pozdního romantismu. Jeho dílo vytvořilo základ pro moderní hudbu 20. století. Částečně se inspiroval vlivy českého prostředí, v němž vyrůstal.

## Život

### Dětství a studium

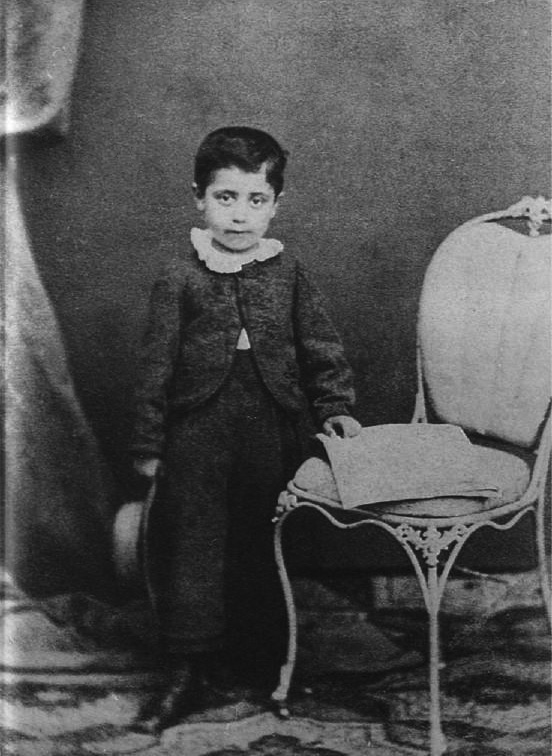
Gustav Mahler jako dítě, 1865

Gustav Mahler se narodil majiteli hostince s palírnou Bernardu Mahlerovi a jeho ženě Marii jako nejstarší ze 14 dětí (osm jich zemřelo v dětském věku). Mahlerovi byli židovská, německy hovořící rodina žijící na Českomoravské vrchovině v obci Kaliště u Humpolce v Českém království. Rodiče se krátce po jeho narození usadili v moravské Jihlavě, která tehdy byla centrem německy mluvícího jazykového ostrova. Rodina bydlela v domě č. 265 (dnes dům Gustava Mahlera).
Již od dětství projevoval výjimečný hudební talent, od dědečka dostal darem starý klavír a učil se na něj hrát. Byl vychováván jihlavskými hudebníky a velmi citlivě vnímal hudební kulturu tohoto kraje, která se později zčásti odrážela i v jeho tvorbě, vedle prvků lidové hudby židovské (klezmer). V Jihlavě, kde měl svá první veřejná vystoupení jako klavírista, žil do roku 1875.
V patnácti letech začal studovat na konzervatoři ve Vídni hru na klavír u profesora Epsteina a navštěvoval přednášky o harmonii a kompozici. Se svými spolužáky obdivoval tvorbu Richarda Wagnera a Antona Brucknera. Prázdniny trávil v Jihlavě, kde koncertoval a toulal se po okolí (tehdy německy mluvícím). Kromě hudby si doplňoval vzdělání samostudiem, byl vášnivý čtenář a v Jihlavě nakonec složil maturitu. Na filozofické fakultě Vídeňské univerzity studoval v letech 1877–1879 filozofii, historii a dějiny hudby. V červenci 1878 konzervatoř ukončil s vyznamenáním absolventským koncertem, na kterém přednesl svou vlastní skladbu pro klavír. Všechny své rané skladby však později zničil. Z tohoto období si ponechal jedinou skladbu, nazvanou Žalobná píseň, kterou označil jako svůj opus č. 1.

### Skladatelská a dirigentská dráha

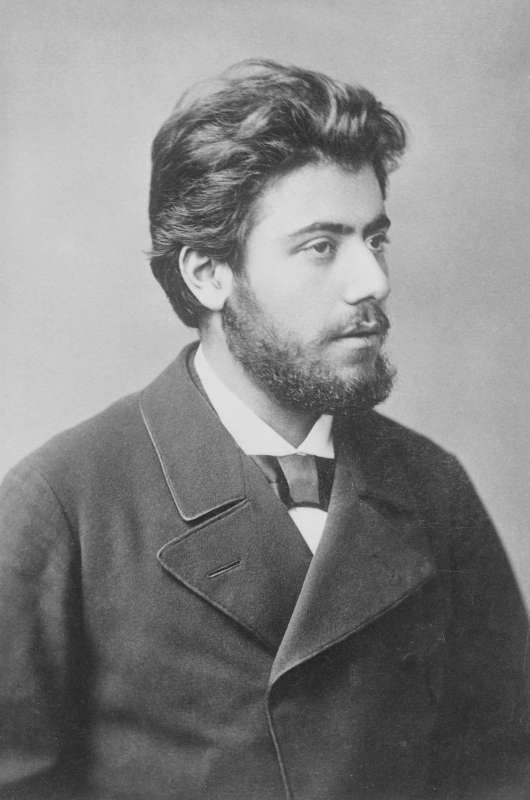
Mahler v roce 1881

Ve svých dvaceti letech nastoupil Mahler dirigentskou dráhu v divadelních orchestrech, která jej zavedla nejprve v květnu 1880 do hornorakouských lázní Bad Hall. Ve stejném roce také dokončil hudbu ke své první skladbě – kantátě Žalobná píseň, jejíž text vznikl v roce 1878. Pak působil v Lublani, Olomouci, Jihlavě, Praze a hesenském Kasselu, kde v roce 1883 začal komponovat Písně potulného tovaryše a také svou První symfonii. Jako dirigent se vyznačoval vysokými nároky na výkonné umělce, velkou intenzitou práce a energií, nekompromisně prosazoval vlastní uměleckou představu uváděných inscenací. Vzhledem ke svému mládí byl mnohdy přijímán s nedůvěrou a dostával se do konfliktů s vedením i členy souborů. Úroveň divadelních scén se však pod jeho působením zvyšovala a dostavil se také úspěch u diváků.
V letech 1886–1888 působil v Lipsku a v následujících třech letech byl uměleckým ředitelem Královské uherské opery v Budapešti. Uvedl zde Wagnerovy opery Zlato Rýna a Valkýru v maďarštině, velkým úspěchem bylo jeho nastudování Mozartova Dona Giovanniho. Představil se zde také jako skladatel – uvedl svou První symfonii Titan, ale premiéra skončila fiaskem.

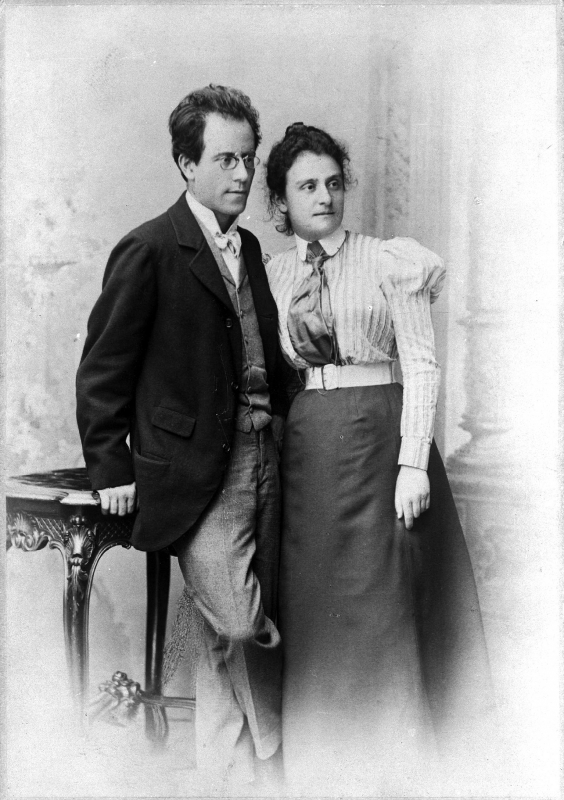
Gustav Mahler se svou sestrou Justinou, kolem roku 1890

V roce 1889 zemřeli Mahlerovi oba rodiče a on jako nejstarší z dětí se musel postarat o své sourozence. Dědictví se vzdal v jejich prospěch. Dům v Jihlavě prodal a sestra Justina se stala jeho hospodyní. Rodičům nechal postavit velký pomník na hřbitově v Jihlavě.
V roce 1891 nastoupil jako šéf opery do Městského divadla v Hamburku, kde setrval šest let. Spřátelil se zde s J. B. Foersterem a na jeho podnět prosadil uvedení Smetanovy Prodané nevěsty (zpívané německy), které bylo velmi úspěšné. Pohostinsky vystupoval jako dirigent v Londýně, Výmaru, Moskvě, Petrohradu, Budapešti a Berlíně. Překonal epidemii cholery, která Hamburk zasáhla roku 1892 a během rekonvalescence u jezera Attersee v malém altánu komponoval. Nejznámějším dílem z tohoto období je Druhá symfonie. Začal pracovat na své Třetí symfonii.
Vzhledem ke svému již značnému věhlasu v hudebním světě jako skladatel a dirigent byl Mahler v roce 1897 povolán na nejdůležitější místo svého působení – do Vídně jako umělecký ředitel (Generalmusikdirektor, GMD) tehdejší Dvorní opery a zároveň šéfdirigent Vídeňských filharmoniků. Ve Vídni musel někdy čelit antisemitským výpadům. I jeho jmenování uměleckým ředitelem a šéfdirigentem bylo podmíněno přestupem na římskokatolickou víru, což učinil, neboť se necítil být ortodoxním židem. Vídeňská opera pod jeho vedením prožívala v letech 1898–1907 dobu svého největšího rozkvětu. Také zde uváděl díla českých skladatelů: Smetanova Dalibora a Prodanou nevěstu, Nedbalův balet Pohádka o Honzovi. Nechal si postavit vilu a domek pro komponování na břehu jezera Wörthersee, kde každý rok během prázdnin pracoval na nové symfonii. V letech 1901–1904 vytvořil Písně o mrtvých dětech a 1901–1902 pět písní na slova Friedricha Rückerta. Jeho hudba byla stále častěji uváděna v Evropě i Americe a jako skladatel byl již velmi uznáván.

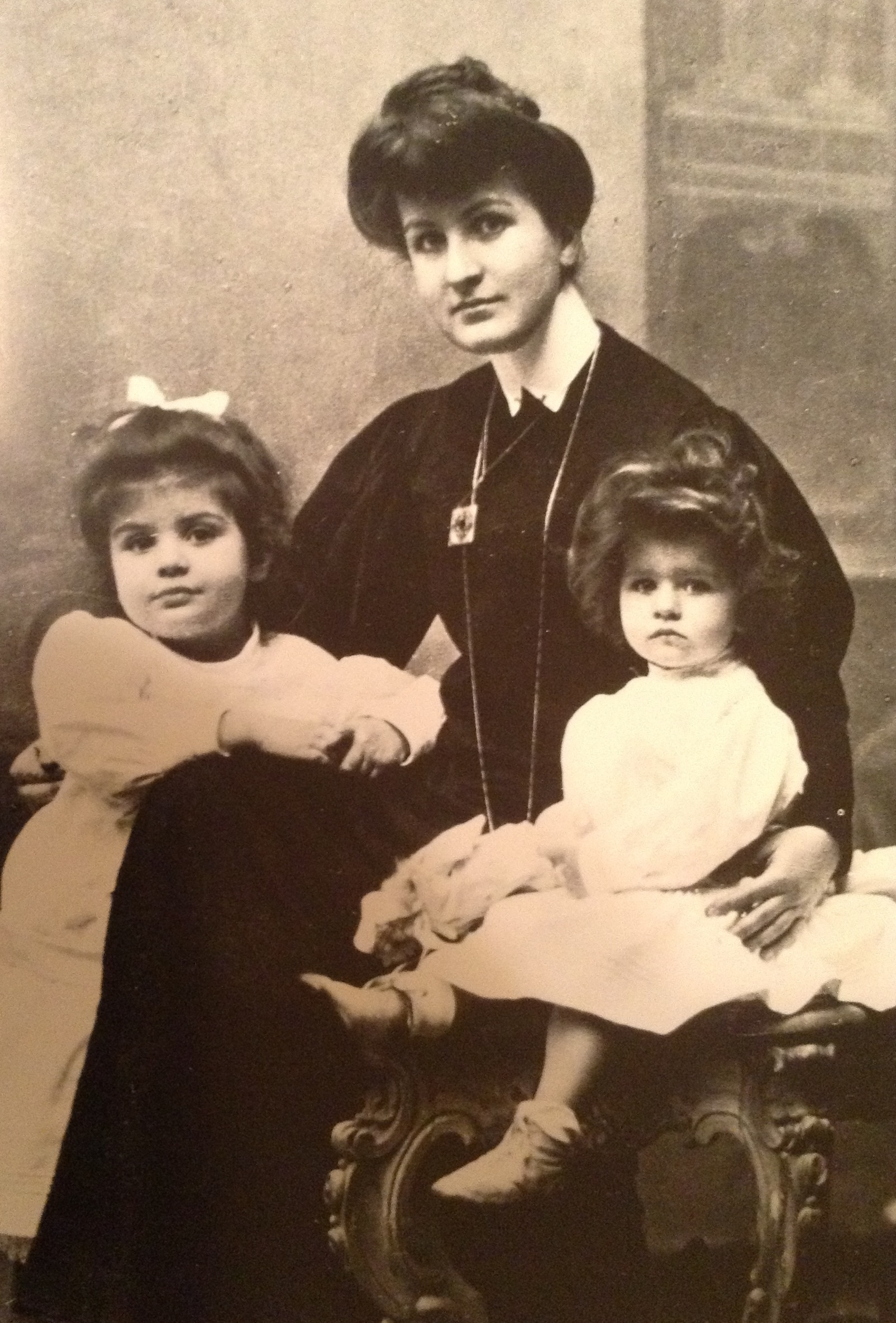
Alma Mahlerová s dcerami Marií a Annou

Dne 9. března 1902 se v kostele svatého Karla Boromejského ve Vídni oženil s mladou intelektuálkou Almou Schindlerovou, s níž měl posléze dvě dcery – Marii Annu (1902–1907) a Annu Justine (1904–1988). Šťastné životní i tvůrčí období skončilo v létě 1907, kdy jeho starší milovaná dcera Marie zemřela na záškrt. Mahler utrpěl srdeční kolaps a lékaři mu zjistili vážnou srdeční vadu, nedomykavost chlopní. Ve vídeňské opeře sílily intriky nepřátel: byl kritizován, že údajně dává přednost vlastní tvorbě a koncertní činnosti na úkor práce v divadle. Rozhodl se proto přijmout nabídku na hostování ve Spojených státech. Mahlerovi prodali vilu ve Wörthersee a odjeli z Evropy parníkem do New Yorku.

### Závěr života
Od roku 1908 byl Gustav Mahler šéfdirigentem Metropolitní opery v New Yorku, která tehdy – v neposlední řadě díky svým finančním možnostem – získávala stále větší důležitost v celosvětovém měřítku. Mahler zde dirigoval nejen opery běžného repertoáru včetně děl Richarda Wagnera, ale například i americkou premiéru Smetanovy opery Prodaná nevěsta dne 19. února 1909. Roli Mařenky zpívala Ema Destinnová, která se rovněž zasloužila o uvedení tohoto díla v Metropolitní opeře. Velmi úspěšné bylo uvedení oper Tristan a Isolda, Don Giovanni a Fidelio pod Mahlerovou taktovkou.
V letním období se Mahler vracel do Evropy, kde pobýval na samotě u Toblachu. Pracoval na své šestidílné symfonické Písni o zemi inspirované verši starých čínských básníků. Toto dílo dokončoval v Hodoníně ve vile svého obdivovatele Fritze Redlicha. V roce 1908 přijal pozvání do Prahy, aby tam dirigoval na jubilejní výstavě k 60. výročí panování císaře Františka Josefa I. Mahler v Praze uvedl ve světové premiéře svou Sedmou symfonii.
V roce 1910 za pobytu v Evropě prošlo manželství Gustava a Almy Mahlerových vážnou krizí, když se Alma zamilovala do architekta Waltera Gropiuse, později zakladatele výtvarné školy Bauhaus.
V roce 1909 se Mahler stal uměleckým vedoucím newyorské Philharmonic Society, tj. orchestru, který pro něj sestavili bohatí příznivci. Koncem roku 1910 zahájil turné po amerických velkoměstech, které však ze zdravotních důvodů nemohl dokončit. Svůj poslední koncert (čtyřicátý šestý) v New Yorku dirigoval Mahler v horečce dne 21. února 1911.
Nejprve se uvažovalo o chřipce, ale nakonec se ukázalo, že jde o bakteriální onemocnění srdce (streptokoková sepse). Nepomohli mu lékaři v Americe, Paříži v ústavu Louise Pasteura a nakonec ani ve Vídni, kam se po několikaletém pobytu ve Spojených státech vrátil. V této době se krátce léčil u zakladatele psychoanalýzy Sigmunda Freuda s psychickými problémy. Ve Vídni dne 18. května 1911 ve věku 50 let Mahler také zemřel na sepsi v důsledku komplikací vyvolaných základní chorobou. Přál si, aby byl pochován bez proslovů a bez hudby, jeho pohřeb však byl velmi slavný. Jeho hrob na hřbitově v Grinzingu ve Vídni zdobí jednoduchý náhrobek, který navrhl architekt Josef Hoffmann.

## Osobní vlastnosti
Mahler byl vegetariánem, vegetariánství přičítal velký význam pro rozvoj své duše. Byl znám svou velkou pracovitostí a snahou o neustálé zlepšování svých již dokončených děl.

## Péče o skladatelův odkaz

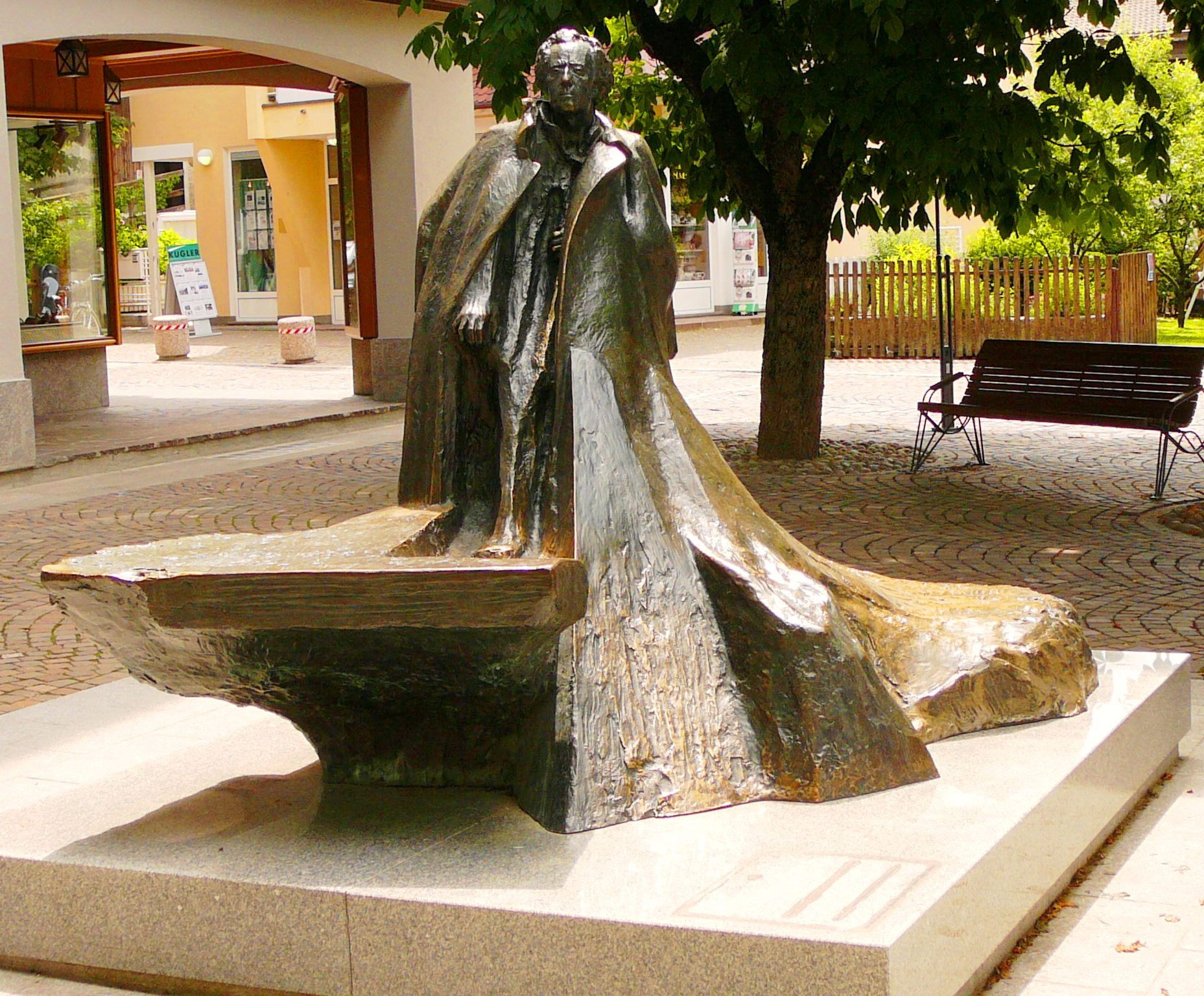
Socha Gustava Mahlera v Toblachu, kde skladatel několikrát trávil dovolenou. Obec byla tehdy součástí rakouského Tyrolska. Od konce první světové války patří do italské oblasti Tridentsko-Horní Adiže.

Od roku 1955 pracuje ve Vídni Mezinárodní společnost Gustava Mahlera, od roku 1966 se udělují medaile Gustava Mahlera. O světovou proslulost Mahlerovy renesance v 80. letech 20. století se zasloužil svým vlivem Leonard Bernstein a též i čeští dirigenti Rafael Kubelík (v emigraci) a Václav Neumann svými nahrávkami Mahlerových symfonií.
V roce 1994 byla v rámci Muzea Vysočiny otevřena pobočka se stálou expozicí „Mladý Gustav Mahler a Jihlava“. Od roku 1996 pečuje i v České republice o odkaz skladatele Společnost Gustava Mahlera MAHLER 2000, která obnovila jeho rodný dům v Kalištích u Humpolce (je zde expozice „Mahler a Čechy“) a organizuje v Jihlavě a na Vysočině pravidelný festival „Hudba tisíců“.

## Hodnocení díla
Pro Mahlerovu tvorbu je příznačná zjitřelá senzitivita a vnitřní střet protikladů, reprezentující nepochybně autorův autobiografický model. Kompoziční styl vychází z pozdního romantismu a pocitově osciluje mezi ironií a melancholií. Mahlerova hudba je plná filosofických úvah, pesimismu, někdy až určitého bolestínství. Složil deset symfonií, které jsou pilíři jeho díla a celou řadu skladeb písňové formy, jak v obsazení ryze vokálním, tak v kombinaci se sólovými nástroji, především však s doprovodem orchestru. Mahlerovo dílo charakterizuje monumentalita, spolu s výrazně prominujícím (výše popsaným) citovým laděním. V několika symfoniích používá sólového zpěvu i sborů a neváhal rozšířit symfonickou hudební formu nejen co do počtu nástrojů, ale i co do rozsahu vlastní skladby (užívá až šest vět). Charakteristická je též inspirace lidovou hudbou a na tehdejší dobu nová instrumentace, kdy nástroje v orchestru sdružuje v nové, netradiční kombinace.[zdroj?]

## Dílo

### Symfonie
- Symfonie č. 1, D dur, zvaná nejprve „Symfonický poem“, později „Titan“ a posléze bez názvu (1884–1888; premiéra: 20. listopad 1889, Budapešť, dirigoval autor; 1. revize 1893–1896; 2. revize 1906)
- Symfonie č. 2, c moll (1894; premiéra 13. prosinec 1895, Berlín, dirigoval autor; rev. 1903, někdy nazývána „Vzkříšení“ – Auferstehungssymphonie)
- Symfonie č. 3, d moll (1893–1896; premiéra: 9. červen 1902, Krefeld, dirigoval autor; rev. 1906)
- Symfonie č. 4, G dur (1892, 1899–1900; premiéra: 25. prosinec 1901, Mnichov, dirigoval autor; rev. 1901–1910)
- Symfonie č. 5, cis moll (1901–1902; premiéra: 18. říjen 1904, Kolín nad Rýnem, dirigoval autor); konečná redakce této symfonie pro tisk byla v roce 1911 poslední Mahlerovou prací
- Symfonie č. 6, a moll, (1903–1904; premiéra: 27. květen 1906, Essen, dirigoval autor; rev. 1906)
- Symfonie č. 7, e moll (1904–1905; premiéra: 19. září 1908, Praha, dirigoval autor)
- Symfonie č. 8, Es dur (1906–1907; premiéra: 12. září 1910, Mnichov, dirigoval autor), též nazývána „Symfonie tisíců“
- Píseň o zemi, symfonie pro alt (baryton), tenor a orchestr (1907–1909; premiéra: 20. listopad 1911 – posmrtně, Mnichov, dirigent: Bruno Walter)
- Symfonie č. 9, D dur (1908–1909, premiéra: 26. červen 1912 – posmrtně, Vídeň, dirigent: Bruno Walter)
- Symfonie č. 10, Fis dur (1910–1911) (nedokončena; premiéra (pouze části Adagio a Purgatorio): 12. říjen 1924 – posmrtně, Vídeň, dirigent: Franz Schalk)

### Kantáty
- Píseň žalobná (Das klagende Lied), symfonická kantáta pro sóla, sbor a orchestr na texty Ludwiga Bechsteina, tři části: 1. Waldmärchen, 2. Der Spielmann, 3. Hochzeitsstück, (1878–1880; rev. 1893, 1898; premiéra 17. únor 901, Vídeň, pouze druhá a třetí část, dirigoval autor)

### Písně

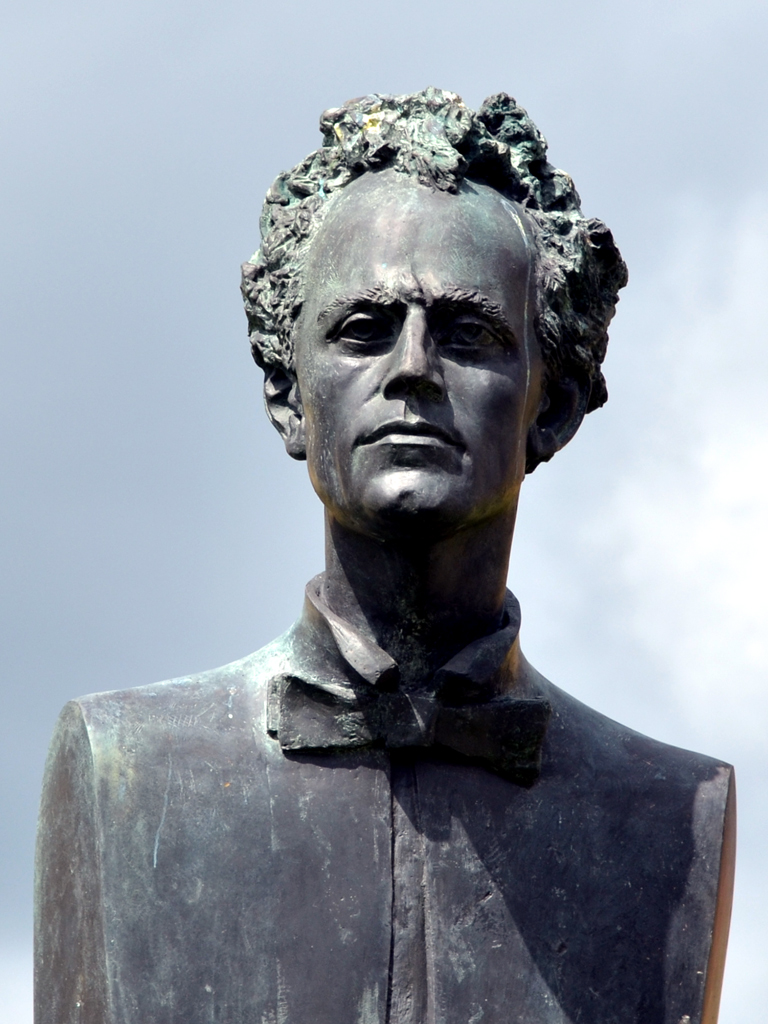
Mahlerův pomník v Jihlavě od sochaře Jana Koblasy

- Tři písně, písňové skladby pro tenor a klavír, texty: Gustav Mahler, (1880)
- Pět písní a zpěvů pro zpěv a klavír (Fünf Lieder und Gesänge für eine Singstimme und Klavier, 1880–1887)

1. Frühlingsmorgen (text: Richard Leander),
2. Erinnerung (Richard Leander),
3. Hans und Grete (Mahler),
4. Serenade (Tirso de Molina),
5. Phantasie (Tirso de Molina)
- Písně potulného tovaryše (Lieder eines fahrenden Gesellen), čtyři písně, původně pro hlas a klavír (1883–1885) později upraveno pro hlas a orchestr (1893–1897), texty: Gustav Mahler, částečně na náměty poesie sbírky Chlapcův kouzelný roh

1. Wenn mein Schatz Hochzeit macht (Když poklad můj svatbu má)
2. Ging heut’ morgen übers Feld (Když jsem z rána polem šel)
3. Ich hab' ein glühend Messer in meiner Brust (Mám v prsou nůž, jenž pálí)
4. Die zwei blauen Augen von meinem Schatz (Mé lásky oči, jejich modrý chlad)
- Chlapcův kouzelný roh (Des Knaben Wunderhorn), pro hlas a klavír nebo orchestrální doprovod, (1888–1896), na texty ze stejnojmenné sbírky lidových písní od Clemense Brentana a Achima von Arnim.
  - první část: devět písní (1887–1890)
Um schlimme Kinder artig zu machen, Ich ging mit Lust durch einen grünen Wald!, Aus! Aus!, Starke Einbildungskraft, Zu Straßburg auf der Schanz', Ablösung im Sommer, Scheiden und Meiden, Nicht Wiedersehen!, Selbstgefühl,
  - druhá část: patnáct písní (1892–1898)
Der Schildwache Nachtlied, Verlorne Müh’!, Wer hat dies Liedlein erdacht?!, Das himmlische Leben, Trost im Unglück, Das irdische Leben, Urlicht, Des Antonius von Padua Fischpredigt, Rheinlegendchen, Es sungen drei Engel einen süßen Gesang, Lob des hohen Verstands, Lied des Verfolgten im Turm, Wo die schönen Trompeten blasen, Revelge, Der Tamboursg’sell.
- Rückertovy písně (Rückert Lieder), pět písní pro hlas, klavír nebo orchestrální doprovod na texty Rückertovy sbírky Östliche Rosen, (1901–1902):

1. Blicke mir nicht in die Lieder! (Nedívej se mi do mých písní, 14. červen 1901)
2. Ich atmet’ einen linden Duft (Vdechoval jsem lipovou vůni, červenec 1901)
3. Ich bin der Welt abhanden gekommen (Ztratil jsem se světu, 16. srpen 1901)
4. Um Mitternacht (O půlnoci, léto 1901)
5. Liebst du um Schönheit (Miluješ pro krásu?, srpen 1902); píseň je věnována manželce Almě.
Tiskem vyšly Rückertovy písně spolu se dvěma posledními písněmi z cyklu Chlapcův kouzelný roh pod názvem Sedm posledních písní (Sieben Lieder aus letzter Zeit).
- Písně o mrtvých dětech (Kindertotenlieder), pro střední hlas (mezzosoprán nebo baryton) a klavír nebo orchestr, (1901–1904) na texty Friedricha Rückerta, premiéra 29. leden 1905, Vídeň, dirigoval autor.

1. Nun will die Sonn' so hell aufgehn
2. Nun seh' ich wohl, warum so dunkle Flammen
3. Wenn dein Mütterlein tritt zur Tür herein
4. Oft denk' ich, sie sind nur ausgegangen
5. In diesem Wetter, in diesem Braus

### Komorní hudba
- klavírní kvartet a-moll, (asi 1876–1877), 1. věta a fragment scherza, nedokončeno.

## Reprezentativní nahrávky
- Gustav Mahler: 10 Symphonien, Symphonieorchester des Bayerischen Rundfunks, dirigent Rafael Kubelík; Deutsche Grammophon
- Gustav Mahler: 10 Symphonien, Das Lied von der Erde, Lieder eines fahrenden Gesellen, Des Knaben Wunderhorn, Rückert-Lieder · Kindertotenlieder; sólisté: Hendricks, Blegen, Zeumer, Wittek, Baltsa, Ludwig, Schmidt, Riegel, Prey, Hampson, Schmidt, Fischer-Dieskau, King, Concertgebouw Orchestra, New York Philharmonic, Vídeňská filharmonie, dirigent Leonard Bernstein; Deutsche Grammophon
- Gustav Mahler – Symphonies, Ch. Ludwig – mezzosoprán, T. Moser – tenor, R. Novák – bas, W. Schöne – baryton, L. Márová – kontraalt, E. Randová – kontraalt, D. Šounová-Brouková – soprán, V. Soukupová – kontraalt, G. Beňačková – soprán, M. Hajóssyová – sopráno, I. Nielsen – soprán, Pražský rozhlasový sbor (sbormistr M. Malý), Pražský filharmonický sbor (sbormistr J. Veselka), Kühnův dětský sbor (sbormistr J. Chvála), Česká filharmonie, dirigent Václav Neumann; 11 CD
- Karel Ančerl Gold Edition, Vol. 6 – Gustav Mahler: Symphony No. 1 in D major „Titan“; Supraphon, reedice 2002, CD